# Хлебников, Владимир Алексеевич
Влади́мир Алексе́евич Хле́бников (1857, Астрахань — 20 марта 1934, Москва) — русский и советский ботаник и орнитолог, исследовавший фауну и флору Нижнего Поволжья, лесовод и основатель первого в России государственного заповедника в дельте Волги. Отец поэта Велимира Хлебникова и художницы Веры Хлебниковой.

## Биография
Родился в 1857 году в Астрахани в семье купца первой гильдии, потомственного почётного гражданина Астрахани, Алексея Ивановича Хлебникова (1801—1871). Первой его женой была купеческая дочь Наталья Михайловна Симонова, которая умерла 30 июля 1843 года сразу после очередных родов. Оставшись с шестью малолетними детьми (в их числе был Пётр Алексеевич Хлебников), женился во второй раз, — на Екатерине Лаврентьевне. Во втором браке родилось четверо детей, в их числе — Владимир Алексеевич Хлебников.
Учился в Астраханской мужской гимназии. Увлекаясь орнитологией, свободное время проводил в заволжской степи, где изучал повадки птиц, делал их зарисовки, вёл дневник наблюдений. После окончания гимназии поступил в Императорский Санкт-Петербургский университет. На талантливого студента обратил внимание профессор М. Н. Богданов и предложил ему, ещё третьекурснику, принять участие в экспедиции на мурманский берег. Её результатом стала коллекция из 360 экземпляров птиц, принадлежащих к 47 видам.

Заросли ивы и полярной берёзы давали возможность приютиться пеночкам, лазоревкам, лапландским пуночкам <…>, впервые встретили обитателей океана — целые стада китов и громадные стаи трёхпалых чаек <…>; зуйки, снежные жаворонки, снежные подорожники, ржанки, камнешарки встречались нам на островах Белого моря.
— Из путевых заметок В. А. Хлебникова и А. М. Никольского
Также он участвовал в нескольких экспедициях по Новгородской и Астраханской губерниям, опубликовал первые научные работы, стал активным членом Общества естествоиспытателей в Петербурге и Петровского общества исследователей Астраханского края.
По окончании университета в 1882 году молодой кандидат естественных наук отправился в Боровичский уезд Новгородской губернии для изучения местной фауны. Результатом этой поездки стала брошюра «Материалы к фауне позвоночных Боровического уезда Новгородской губернии». Там он встретил будущую жену — Екатерину Николаевну Вербицкую, дочь действительного статского советника.
Начал государственную службу смотрителем Баскунчакского и Чапчачинского соляных промыслов. Попал под негласный надзор полиции, из-за подозрения в связи с Чернышевским, отбывавшим ссылку в Астрахани. Затем переехал с семьёй в Калмыкию; был попечителем Эркетеневского и Малодербетовского улусов в Калмыцкой степи. Занимался укреплением песков и разработкой водоснабжения калмыцких улусов. В Малых Дербетах проводил опыты по разведению лесов в Калмыцкой степи. В это время он опубликовал статьи на различные темы по биологии, сельскому хозяйству в Калмыкии. Прослужив в Калмыкии шесть лет (1885—1891 гг.), снискал любовь местных жителей, которые прозвали его «сан кюн» («добрый человек»).
В ноябре 1885 года в ставке в Малых Дербетах у него родился сын Велимир, который написал о своём отце:
Отец – поклонник Дарвина и Толстого, большой знаток царства птиц, изучавший их целую жизнь.
В 1890 году В. А. Хлебников представил на Казанской промышленной выставке собрание фауны Астраханской губернии и предметы этнографии калмыков и получил серебряную медаль выставки. В Казани вышла его книга: «Список птиц Астраханской губернии». Список, включающий 300 наименований птиц, был составлен на основании его собственных наблюдений в Волжской дельте и в степях по обе стороны Волги. Впоследствии он значительно его пополнит (до 30 печатных листов в рукописи). В том же 1890 году Астраханская городская дума подняла вопрос о создании городского музея, основой которого должна была послужить коллекция предметов, демонстрировавшихся на казанской выставке. Проект создания городского музея был опубликован в «Астраханском листке».
Впоследствии, Хлебников служил управляющий Подлуженским удельным имением на Волыни, позднее в Симбирской губернии, а затем был управляющим Первым Казанским удельным имением.
С 1905 года был руководителем курсов по пчеловодству на ферме Казанского губернского земства в Каймарской волости.

### Астраханский заповедник
В начале XX века в низовьях Волги происходил буквально погром её фауны и флоры. В книге Б. М. Житкова «О промысле и охране птиц в дельте Волги» говорится о варварском истреблении фазанов, лебедей, караваек, колпиц, жёлтых чепур и других ценных пород птиц. Так, в 1903 году агенты французской фирмы скупили в Астрахани около 100 тысяч птичьих шкурок крачек, которые шли на украшение дамских нарядов.
С 1910 года В. А. Хлебников стал поднимать вопрос организации в дельте Волги заповедника. Но выдвинутое в 1913 году на общем собрании Астраханского общества охотников предложение о создании заповедника с запретом охоты, общим голосованием было отклонено. В 1912 году Хлебников с семьёй переехал в Астрахань. В 1914 году он был избран председателем Петровского общества исследователей Астраханского края. В 1915 году он повторил попытку и под его руководством была создана комиссия по обследованию территории под заповедник. В начале 1917 года он представил проект организации заповедника, но осуществлению его помешала Февральская революция. В 1918 году был создан Астраханский государственный университет и на одном из первых заседаний учёной комиссии университета по представлению Хлебникова была создана комиссия по организации заповедника в дельте Волги. Комиссия обследовала ильмень Дамчик, где ещё в 1913 году была обнаружена одна из последних зарослей лотоса в дельте. Работа комиссии была успешной и идею создания заповедника поддержал член Комиссариата народного образования Николай Николаевич Подъяпольский. В январе 1919 года учёная комиссия университета поручила ходатайствовать перед Совнаркомом об утверждении плана создания заповедника в Астрахани. С этой целью Подъяпольский поехал в Москву на приём к Ленину и 7 апреля 1919 года, по рекомендации Владимира Алексеевича Хлебникова и Николая Лазаревича Чугунова решением учёной комиссии университета были назначены первые штатные сотрудники заповедника: первый заведующий (управляющий делами, так до 24 ноября 1927 г. называлась должность руководителя заповедника) Астраханского государственного заповедника Константин Константинович Павлинов и старший наблюдатель (начальник охраны) Иван Степанович Франгулов. Спустя четыре дня, 11 апреля 1919 года были выделены первые средства из бюджета университета. Несмотря на расформирование Астраханского университета и практически полностью прекращение финансирование в 1922 и 1923 годах, заповедник продолжал развиваться. Руководство заповедником в эти годы осуществляла на общественных началах межведомственная комиссия, состоявшая из представителей от ГубОНО П. М. Новикова, от Общества любителей природы Астраханского края М. И. Турнаева, от рыбнадзора П. Ф. Муратова под председательством В. А. Хлебникова, служившего тогда заведующим лесным подотделом губземотдела. С 1 мая 1923 года Хлебникова сменил Александр Григорьевич Дюнин. Когда в 1927 году Совнарком РСФСР утвердил первое Положение об Астраханском заповеднике, его первым штатным директором был назначен В. А. Хлебников (с 5 июля — заведующий; с 24 ноября 1927 года по 6 января 1930 года — директор). Его работу на посту директора заповедника прервала нелепая случайность: он поскользнулся и повредил ногу и рёбра. В 72 года продолжать работу, требующую постоянных разъездов и обходов участков, он уже не мог. Преемником на посту директора стал вернувшийся в Астраханский заповедник А. Г. Дюнин, а с 1931 по 1951 годы — Александр Михайлович Ермолаев.
С января 1930 года В. А. Хлебников работал в краевом музее, а в июне 1931 года вместе с женой переехал в Москву на жительство к младшей дочери, Вере Хлебниковой.
Умер В. А. Хлебников в марте 1934 года. Урна с его прахом находится в его могиле на Дамчикском участке Астраханского заповедника, где ему установлен памятник. Написал более 18 научных трудов.

## Сочинения
- О скотопрогонных трактах Калмыцкой степи Астраханской губернии, 1888;
- Позвоночные враги промысловых птиц и зверей Астраханского края;
- Программа обследования Калмыцкой степи в сельскохозяйственном отношении;
- Роль птиц в борьбе с вредителями;
- Список птиц Астраханского края с распределением их по характеру пребывания в крае, 1890;
- Статистический обзор лесного хозяйства Астраханской губернии;. — С. 2—28, № 3. — С. 3—30;
- Государственный заповедник в дельте Волги;

## Семья
Жена — Екатерина Николаевна, дочь Николая Осиповича Вербицкого — действительного статского советника (с 1871). Их дети:
- Екатерина (1883—1924)
- Борис (1884—1908)
- Велимир (урождённый Виктор; 1885—1922)
- Александр (1887—1920?)
- Вера (1891—1941)

Праправнучка — Мария Андреевна Сумнина (род.1977) — российская художница.